# Polizeiruf 110: Die letzte Kundin
Die letzte Kundin ist ein deutscher Kriminalfilm von Hubert Hoelzke aus dem Jahr 1987. Der Fernsehfilm erschien als 115. Folge der Filmreihe Polizeiruf 110.

## Handlung
Vor einem halben Jahr wurde Ladenbesitzer Alfons Wegener am Arbeitsplatz mit einer Bierflasche niedergeschlagen. Er verstarb wenig später im Krankenhaus. Aus seiner Kasse wurden 900 Mark Tageseinnahmen und etliches Kleingeld gestohlen, darunter auch eine seltene ausländische Münze, deren Aussehen den Ermittlern bekannt ist. Damals führte Hauptmann Peter Fuchs die Ermittlungen durch, sämtliche Kunden des Ladens wurden befragt, außer der letzten Kundin, die unauffindbar war. Sie meldete sich auch nicht auf einen entsprechenden Aufruf der Polizei. Ebenfalls nicht zu finden war ein junger Mann, der sich laut Aussage von Kunde und Wegener-Freund Erich Brender am Tattag unweit des Ladens aufgehalten hatte. Nun übergibt Peter Fuchs die Akte an Leutnant Thomas Grawe, der sich des Falls annehmen soll.
Grawe verzweifelt bald an der Aufgabe. Die Zeugen von damals haben kaum neue Aspekte zu ihrer früheren Aussage hinzuzufügen. Der alten Frau Felsch fällt ein, dass sie bei ihrem Einkauf eine Stunde vor Ladenschluss eine halbleere Bierflasche in einem der Regale gesehen hat. Der Laden jedoch war bis auf Alfons Wegener leer.
Auffällig ist wiederum das Verhalten des Ehepaars Brender. Erich Brender leidet seit zwei Jahren an chronischer Pankreatitis und hat sich seit dem Tod Wegeners vollkommen zurückgezogen. Er fühlt sich schwer krank, auch wenn sein Arzt Wegeners Tochter beruhigt: Die Erkrankung sei nicht lebensgefährlich. In seinem Rückzug ins Private wird der früher lebenslustige Erich von seiner Frau Ruth unterstützt. Sie schirmt ihren Mann von der Außenwelt ab, leidet jedoch unter der Situation. Den Nachbarn gilt sie als schon immer merkwürdige Frau. Zum Teil ist ihr Verhalten auf Eifersucht zurückzuführen, hatte Erich doch vor einiger Zeit eine Affäre mit der jüngeren Elisabeth Müller.
Da Thomas Grawe mit seinen Ermittlungen nicht weiterkommt, verteilt er Handzettel, die über den Fall unterrichten und um Mithilfe bitten. Er hofft, dass sich die ominöse letzte Kundin bei ihm meldet. Bei ihr handelt es sich um Elisabeth. Unsicher versucht sie, mit Erich zu reden, doch wird sie von seiner Frau abgewiesen. Nun geht sie zur Polizei und gesteht, dass sie damals die letzte Kundin war. Sie sagt aus, dass sie in einem Gang hinter dem Ladentisch Erich gesehen habe. Sie habe ihn vor einem halben Jahr nicht angezeigt, weil sie erst selbst mit ihm reden wollte. Als sie von seiner Erkrankung erfuhr, habe sie auf die Ermittlungen der Polizei gehofft, die den Täter schon ohne ihre Hilfe finden würden. Bei seiner Vernehmung gibt Erich zu, in Alfons Wegeners Laden zunächst ein Bier getrunken zu haben. Nach einem Streit mit Alfons, der sich unter anderem um Erichs Alkoholproblem drehte, sei er handgreiflich geworden. Er habe von Alfons bedrängt seinen Schuh verloren und in seiner Wut mit dem Schuh auf Alfons eingeschlagen. Dann sei er geflohen. Er habe weder mit einer Bierflasche zugeschlagen, noch habe er Geld gestohlen.
Thomas Grawe ist ratlos. Beim erneuten Betrachten der Fotos vom Tatort erinnert er sich, dass er bei Brenders eine Schatulle mit Münzen gesehen hat, die ein Enkelkind in seiner Anwesenheit zu Boden geworfen hatte. Mit Peter Fuchs kehrt er zu den Brenders zurück. Tatsächlich findet er in der Schatulle die ausländische Münze, die aus Wegeners Kasse gestohlen wurde. Es stellt sich heraus, dass Erichs Frau Ruth noch einmal in den Laden gegangen war, um Erichs Schuh zu holen. Dabei sei Alfons Wegener aufgewacht und habe versucht, die Polizei zu rufen. Ruth schlug ihn mit der Bierflasche nieder. Da die Kasse offenstand, nahm sie zudem Wegeners Tageseinnahmen an sich. Erich reagiert auf das Geständnis entsetzt. Er erkennt, dass seine Frau ihn die ganze Zeit aus Eigeninteresse im Glauben gelassen hat, er habe Wegener erschlagen. Ruth wird festgenommen.

## Produktion
Die letzte Kundin wurde vom 7. April bis 15. Mai 1987 im Kreis Bernau sowie in Berlin (Liepnitzsee, Müggelsee, Trabrennbahn Karlshorst) gedreht. Die Kostüme des Films schuf Christel Nowotny, die Filmbauten stammen von Maria Rodewald. Der Film erlebte am 15. November 1987 im 1. Programm des Fernsehens der DDR seine Premiere. Die Zuschauerbeteiligung lag bei 44,8 Prozent.
Es war die 115. Folge der Filmreihe Polizeiruf 110. Hauptmann Peter Fuchs ermittelte in seinem 69. Fall und Leutnant Thomas Grawe in seinem 10. Fall.